# Богдан
Богда́н, Богудан, Богодан, Богдан, Бодан — теофорное славянское мужское личное имя, означающее «Богом данный», «Божий дар», «Богом дарованный».
Имя Богдан — пример древнепольского двусоставного имени, являющегося пережитком языческих имен, использовавшихся в раннем средневековье славянами. Оно образовано от слов Бог и дан (то есть дано), поэтому имя можно объяснить как «данный Богом». Витольд Ташицкий включил их в число древнейших польских личных имен.
Русские производные формы имени: Богданка, Богдаша, Дана, Даня, Богда, Бога, Бодя.
На Руси имя Богдан или отчество Богданович зачастую давалось незаконнорождённым.
По своему значению имени Богдан соответствуют немецкое имя Theodor (Теодор), греческое Феодот, еврейские имена Натаниэль и Ионатан, латинское Деодат (Deodatus), французское Дьёдонне́ (Dieudonné'), болгарское Божидар, тюркские имена Кудайберген и Тенгриберген, а также мусульманские Аллахберди и Алловерди.
Это одно из немногих имен в славянских языках с элементом -дан , поэтому некоторые исследователи предполагают, что оно было заимствовано славянами от ираноязычных кочевников, у которых существовало имя Багадата с тем же значением. Также другие славянские имена с компонентами Богу- или Бого- (например , Богумил или Богуслав) могут быть славянскими имитациями иранских имен, использовавшихся в 6-4 веках до нашей эры, таких как Багафарна («слава от Бога»).

## Географические объекты
В Белоруссии, России и на Украине есть ряд географических объектов, производных от этого имени.

## Именины
- Православные именины: 4 марта[3] (по григорианскому календарю).
- Святым покровителем является Феодот Анкирский.